# Dalbergia crispa
Espèce
Dalbergia crispa est une espèce de plantes à fleurs de la famille des Fabaceae et du genre Dalbergia, présente en Afrique tropicale.

## Description
C'est une plante grimpante vivace, pourvue de fleurs blanches qui jaunissent avec le temps.

## Distribution
L'espèce a été observée en Afrique de l'Ouest (Sierra Leone, Nigeria, également au Bénin).

## Habitat
On la rencontre dans les forêts marécageuses, dégradées, le long des cours d'eau.